# Šácholan

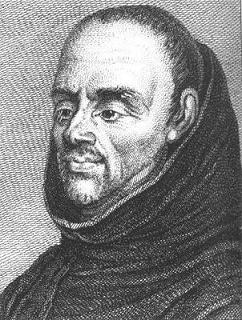
Francouzský botanik Charles Plumier, který pro svět popsal strom talauma jako magnolii

Šácholan (Magnolia), česky také magnolie či magnólie, je rozsáhlý rod s asi 210 druhy rostlin z čeledi šácholanovité (Magnoliaceae). Rod je latinsky pojmenován po francouzském botanikovi Pierre Magnolovi.

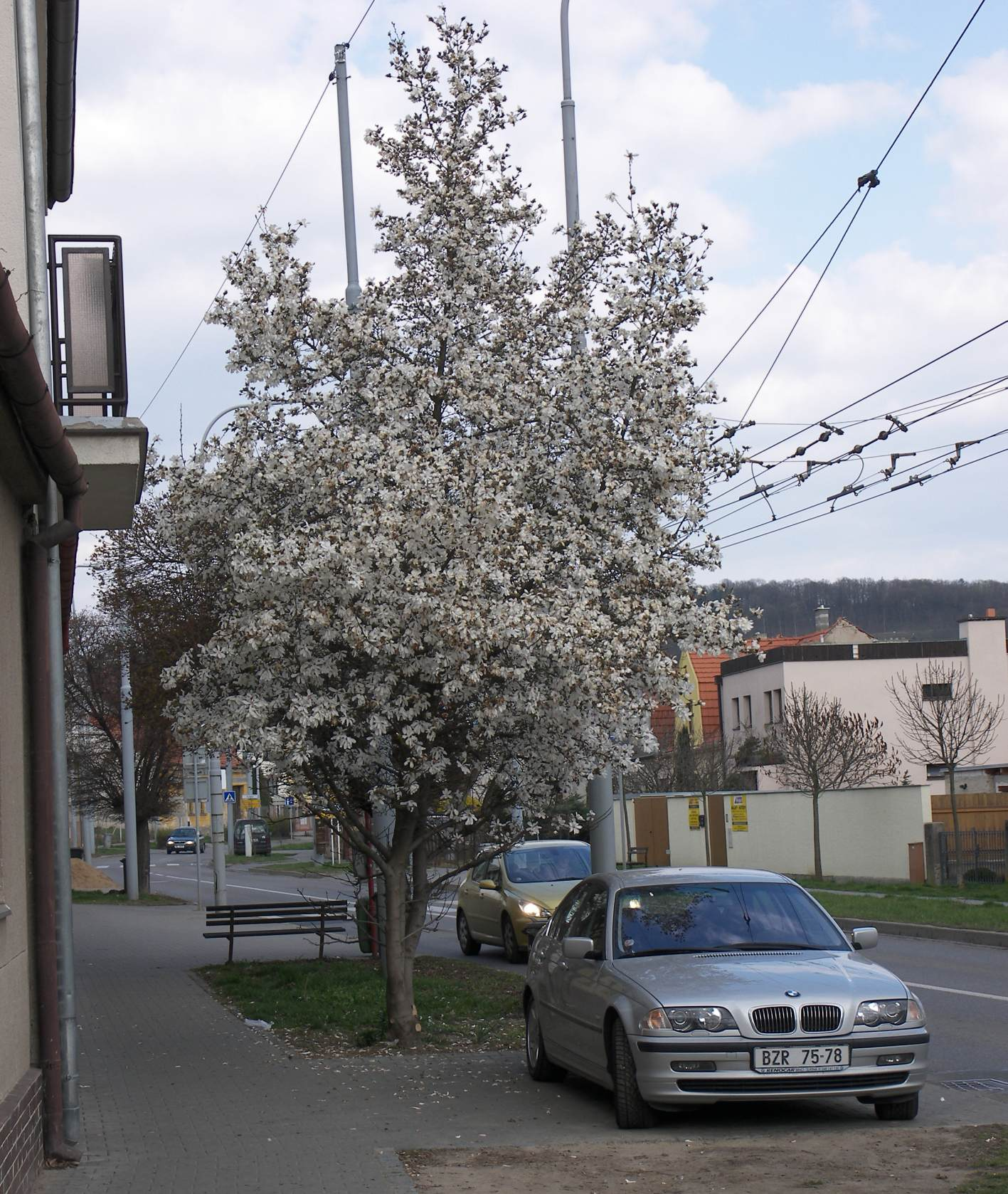
Nejméně 15 let starý, pravidelně silně kvetoucí strom šácholanu hvězdovitého, půda v místě je neutrální až zásaditá, silně znečištěné prostředí, jižní část Moravy (Brno-Komín)

## Charakteristika
Šácholany jsou opadavé nebo stálezelené keře či stromy. Jejich listy jsou jednoduché, střídavé nebo nahloučené na koncích větví, celokrajné, řapíkaté. Žilnatina je zpeřená, mezi sekundárními žilkami síťnatá. Palisty obklopují vrcholový pupen a bývají opadavé, přičemž zanechávají na větévce kruhovitou jizvu. U některých zástupců jsou palisty přirostlé k řapíku a po opadnutí na něm zanechávají jizvu. Květy jsou jednotlivé, vrcholové, pouze někdy vyrůstají na zkrácených větévkách a mohou vypadat jako úžlabní. Květy jsou pravidelné, obvykle oboupohlavné, s protáhlou češulí. Okvětí je nerozlišené na kalich a korunu, složené ze 6 až mnoha plátků, ve dvou nebo více kruzích, často více či méně dužnaté. U některých druhů je vnější kruh plátků zelený a přebírá funkci kalicha. Tyčinek je mnoho, s krátkými tlustými nitkami nezřetelně oddělenými od prašníků. Pestíky jsou svrchní, obvykle ve větším počtu, spirálově uspořádané na prodloužené češuli, s laterální placentací. V každém plodolistu jsou obvykle dvě, méně častěji i více vajíček. Nektária nejsou vyvinuta. Plodem je souplodí měchýřků, které může být dřevnatějící a posazené na ose souplodí (klasický šách magnólií mírného pásu), případně u některých zejména tropických zástupců srostlé v dužnatý nepukající nebo nepravidelně pukající bobulovitý útvar. Semena bývají obalena nápadně zbarveným dužnatým míškem a obsahují hojný olejnatý endosperm.

## Evoluční historie
Fosilní důkazy naznačují, že první kvetoucí rostliny příbuzné šácholanům se vyvinuly někdy v raném období křídy, zkameněliny nejstarších kvetoucích rostlin jsou 132 milionů let staré. Celé období křídy pokrývá časové období před 144 až 65 miliony lety. Předkové dnešních magnolií byli současníky dinosaurů.
Magnolie je prastarý rod. Vyvíjel se už předtím, než se objevily včely, a květy jsou proto vyvinuté k opylování brouky. Důsledkem toho je, že pestíky květů šácholanů jsou tuhé, aby je brouci nepoškodili. Fosilizované exempláře Magnolia acuminata byly nalezeny ve vzorcích starých 20 milionů let. Rozšiřování šácholanů v průběhu historie bylo omezeno postupem ledovců v obdobích vývoje Země a morfologickými překážkami (pohořími, oceány), proto je nenajdeme souvisle na všech kontinentech. Nejvíce fosílií rostlin podobných dnešním magnoliím našli a prozkoumali Dilcher a Krane v roce 1984. Rostlinu 100 milionů let starou se zachovanými listy, plody a květy nalezli fosilizovanou v Kansasu a pojmenovali ji Archaeanthus (první květina). Badateli Dilcherem a Kranem byl nalezen druh pojmenovaný Archaeanthus linnenbergeri, stejně jako několik blízce příbuzných druhů Archaepetala obscura, Kalymmanthus walkeri a Liriophyllum kansense. Nálezy se nachází ve sbírkách paleobotanické kolekce floridského muzea (Florida Museum of Natural History), která obsahuje asi 300 000 druhů a zabývá se obdobím od proterozoika po pleistocén. Část sbírky se zabývá právě nálezy z období křídy a eocénu v Severní Americe.
Jsou konány pokusy se získáváním DNA z fosílií listů Magnolia latahensis z období miocénu.. Listy šácholanů v tomto období byly zelené, zachovaly se stopy chlorofylu. DNA z fosilií v minulosti prokázalo jasnou příbuznost mezi současnými a vyhynulými druhy šácholanů.

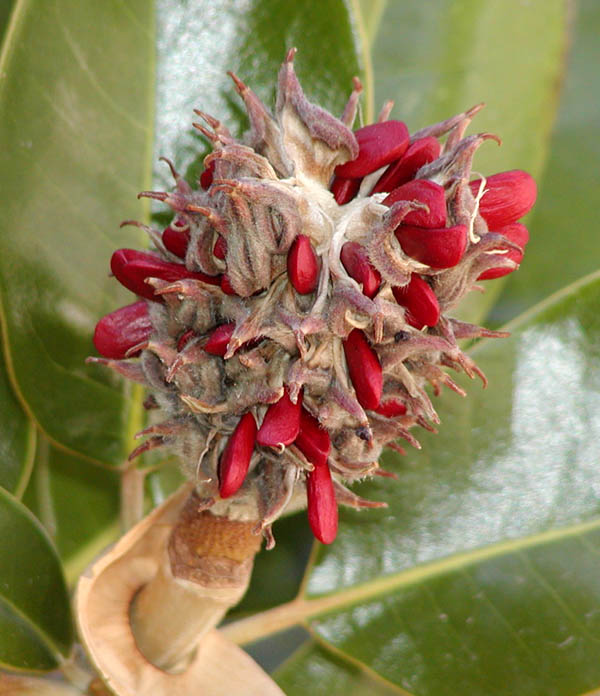
Plody se semeny

## Rozšíření
Šácholany jsou rozšířeny v mírném až tropickém pásu Asie a Ameriky. Vyskytují se od Číny a Himálají po Japonsko a tropickou jihovýchodní Asii, v Americe ve východních oblastech USA, v Mexiku a v tropické Střední a Jižní Americe. Nejvíce druhů roste ve východní a jihovýchodní Asii. V tropické Americe rostou charakteristicky ve středních polohách a v biotopu mlžného lesa. Nejvíce druhů je v Kolumbii a mnohé z nich jsou místní endemity. Pouze několik druhů se vyskytuje v nížinných deštných lesích.

## Vývoj znalostí

### Původ rodového názvu
V roce 1703 Charles Plumier (1646–1704) popsal kvetoucí strom z ostrova Martinik ve svém díle Nova plantarum Americanarum genera.
Dal druhu, známému místně jako 'talauma', název Magnolie po Pierre Magnolovi. Anglický botanik William Sherard, který studoval botaniku v Paříži pod vedením Joseph Pitton de Tourneforta, žáka Pierre Magnola byl s největší pravděpodobností prvním, kdo po Plumierovi použil jméno rodu Magnolia. Byl přinejmenším zodpovědný za taxonomickou část práce autora jménem Johann Jakob Dillenius – Hortus Elthamensis a práce Catesbyho o přírodní historii S. a J. Karolíny, Floridy a Bahamských ostrovů.
. To byly první práce po Plumierovi,které používaly název Magnolia u některých druhů kvetoucích stromů z mírného pásma v Severní Americe.
Linné byl obeznámen s Plumierovým dílem Genera (Rody) a přijal jméno rodu Magnolie v 1735 ve svém prvním vydání Systema naturae, s odkazem na Plumierovu práci. Linné nikdy neviděl vzorky ani herbáře s rostlinami rodu šácholan (Magnolia) (jestli v té době nějaké existovaly), a přesto na základě popisu Plumierových magnolií a podle špatné ruční kresby rozhodl, že jde o stejnou rostlinu, která byla popsaná Markem Catesbym. Zapsal tento název jako synonymum Magnolia virginiana varieta foetida, taxon nyní známý jako Magnolia grandiflora.
Tento druh Plumierem původně pojmenovaný Magnolia, později popisovaný jako Annona dodecapetala Lamarck, 1786 a ještě později jako Magnolia plumieri a Talauma plumieri (a ještě mnoha jinými jmény), je nyní známý jako Magnolia dodecapetala.

### První zmínky
Magnolie byly dlouho známé a pěstované v Číně. První odkazy na jejich léčivé vlastnosti směřují do roku 1083.
Po dobytí Mexika Španělskem, Filip II. v roce 1570 pověřil svého dvorního lékaře Francisca Hernandeze vědeckou expedicí. Hernandez zhotovil četné popisy a kresby rostlin, ale jejich publikace byla zpožděna a provázena sérií nehod. Mezi lety 1629 a 1651 byl materiál re-editován členy Accademia dei Lincei a vydán (1651) ve třech vydáních jako Nova plantarum historia Mexicana. Tato práce obsahuje obrázek rostliny pod místním jménem 'eloxochitl'. Jde s vysokou pravděpodobnost o Magnolia macrophylla subsp. dealbata. Je to možná první druh šácholanu, který byl popsán obyvateli západního světa. Je nejasné, zda jsou časné popisy zhotoveny anglickými nebo francouzskými misionáři, kteří byli posláni do Severní Ameriky. První do Evropy přivezená magnólie je dobře dokumentována. Přivezl ji misionář a sběratel rostlin John Banister (1654–1693) jako Laurus tulipifera, foliis subtus ex aut cinereo argenteo purpurascentibus z Virginie v roce 1688 Henrymu Comptonovi, Londýnskému biskupovi . Tento druh je nyní známý jako Magnolia virginiana. Tento sběratel rostlin dopravil první magnolii ze Severní Ameriky do Evropy ještě předtím, než Charles Plumier objevil svou 'talauma' na Martiniku a dal jí jméno Magnolia.'.

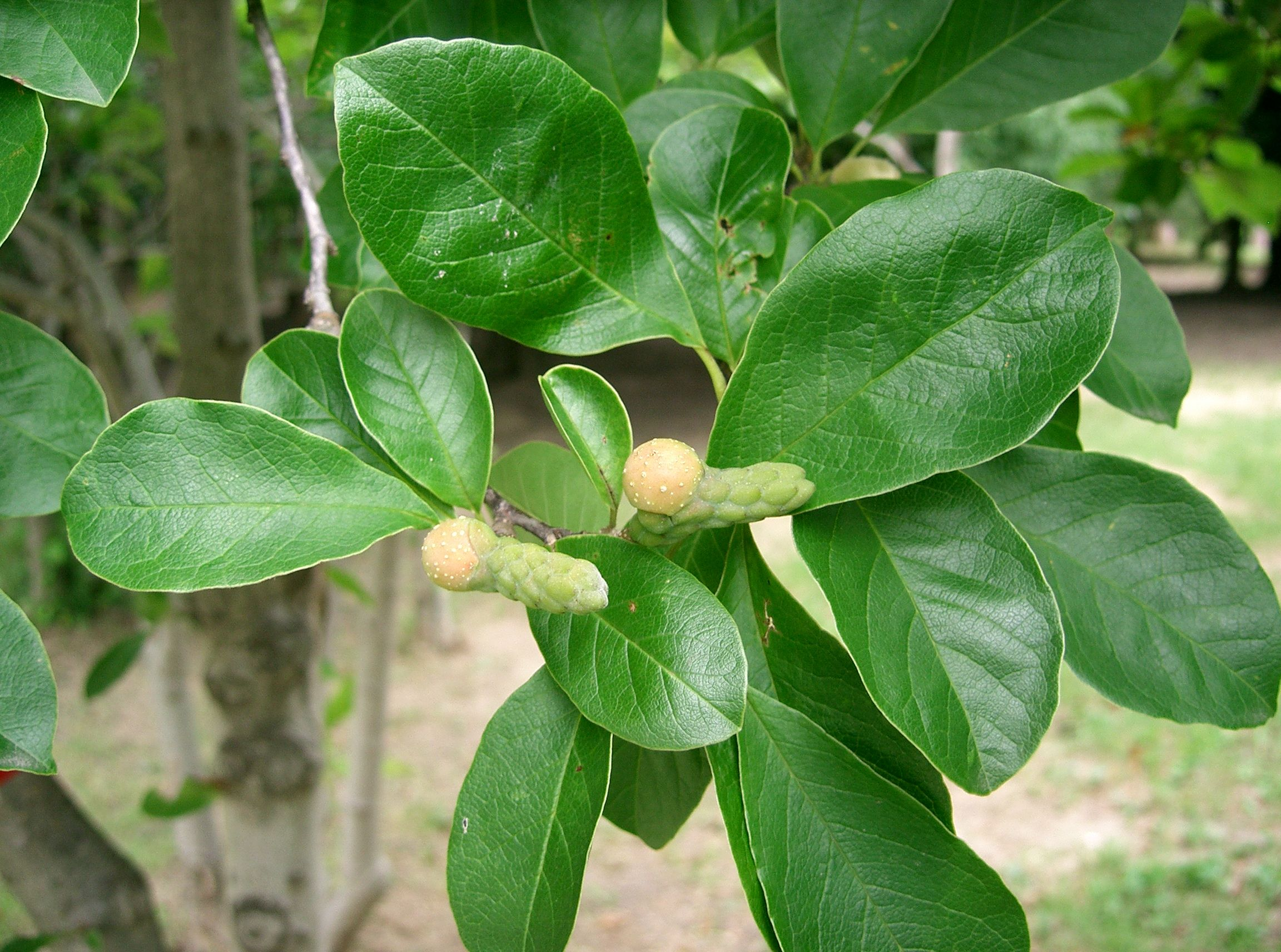
Listy a plody

### Názvosloví a klasifikace
Linné použil označení Magnolie ve svém Species Plantarum (1753) a popsal ji jako části jednoho druhu – Magnolia virginiana. Pod tím druhem popisoval pět odlišných forem (glauca, foetida, grisea, tripetala a acuminata). V desátém vydání Systema naturae (1759) spojil grisea a glauca a povýšil čtyři zbývající formy na druhy.
Koncem 18. století botanici a lovci rostlin v Asii zkoumali a začali popisovat Magnolie z Číny a Japonska. Prvními asijskými druhy popsanými západoevropskými botaniky byly Magnolia denudata a Magnolia liliiflora. Následovaly Magnolia coco a Magnolia figa. V roce 1794 Carl Peter Thunberg popsal druh Magnolia obovata z Japonska a ve zhruba stejné době byla pojmenována Magnolia kobus.
S rostoucím množstvím druhů byl rod rozdělen do dvou podrodů – Magnolia a Yulania. Magnolia obsahovala americké druhy stálezeleného stromu Magnolia grandiflora (který je zahradnicky významný, obzvláště ve Spojených státech) a Magnolia virginiana. Yulania obsahovala několik opadavých asijských druhů, jako Magnolia denudata a Magnolia kobus, které se staly zahradnicky důležitými ve své vlasti.
Vztahy v čeledi Magnoliaceae byly pro taxonomisty na dlouhou dobu záhadou. Protože je čeleď docela stará a přežila mnoho geologických událostí (takové jako jsou doby ledové, formování pohoří a pohyby kontinentů), její distribuce se rozptýlila. Některé druhy nebo skupiny druhů byly na dlouhou dobu izolovány, zatímco jiné mohly zůstat v těsném kontaktu. Vytvořit rozdělení v čeledi (nebo dokonce uvnitř rodu Magnolia) založené pouze na morfologických charakteristikách se zdálo být téměř nemožné..
Koncem 20. století se stalo dostupnou metodou zpracování informací DNA jako metoda výzkumu ve velkém měřítku u fylogenetických vztahů. Několik studií, včetně studií mnoha druhů v čeledi Magnoliaceae, bylo uskutečněno pro vyjasnění jejich vzájemných vztahů. V současnosti se očekává, že mezi botaniky dojde ke shodě v taxonomickém zařazení druhů a rodů v čeledi Magnoliaceae.

## Ekologické interakce
Květy magnólií často voní po ovoci a jsou opylovány převážně brouky, kteří mohou květ obývat i po delší čas a živit se jeho pylem, případně i jinými částmi květu. Samoopylení je zabráněno protogynií (čnělky dozrávají dříve než prašníky) a cizosprašností. Semena magnólií bývají obalena jasně červeným, oranžovým nebo růžovým míškem. Po otevření plodů semena visí na pružných vláknech a jsou vyhledávána a šířena ptáky, případně i drobnými savci. Některé tropické druhy mají celá synkarpia jasně zbarvená a dužnatá.

## Taxonomie
S nástupem molekulární biologie se pojetí rodu Magnolia silně změnilo. V klasické taxonomii byl tento rod pojímán podstatně úžeji a mnohé, zvláště tropické, druhy byly řazeny do rodů Elmerrillia, Kmeria, Manglietia, Michelia a Pachylarnax. Molekulární výzkumy prokázaly, že při klasickém pojetí je rod Magnolia parafyletický. Proto byly všechny rody čeledi šácholanovité, s výjimkou rodu liliovník (Liriodendron), vřazeny do rodu Magnolia. V alternativním pojetí, použitém např. v díle Flora of China, byl naopak rod Magnolia rozdělen na celkem 17 rodů.
- podrod Magnolia
  - sekce Magnolia – asi 12 druhů od jv. USA po Střední Ameriku
  - sekce Gwillimia
    - podsekce Gwillimia – 9 druhů, Asie od Číny po Nepál a Vietnam
    - podsekce Blumiana – 8 druhů, Nepál až jihovýchodní Asie

  - sekce Talauma
    - podsekce Talauma – asi 30 druhů, tropická Amerika
    - podsekce Dugandiodendron – 14 druhů, Kolumbie, Venezuela a Ekvádor
    - podsekce Cubenses – 10 druhů, Karibské ostrovy

  - sekce Manglietia – asi 30 druhů, Čína až jv. Asie
  - sekce Kmeria – 3 druhy, Čína až Thajsko
  - sekce Rhytidospermum
    - podsekce Rhytidospermum – 4 druhy, Čína, Japonsko a jv. USA
    - podsekce Oyama – 3 druhy, Čína až Nepál a Korea, Japonsko

  - sekce Auriculata – 1 druh, jv. USA
  - sekce Macrophylla – 1 druh, jv. USA a v. Mexiko
- podrod Yulania
  - sekce Yulania
    - podsekce Yulania – 13 druhů, Čína, Himálaje, Japonsko, Korea
    - podsekce Tulipastrum – 1 druh, vých. USA

  - sekce Michelia
    - podsekce Michelia – asi 54 druhů, Čína až Nepál a jv. Asie
    - podsekce Elmerrillia – 4 druhy, jv. Asie
    - podsekce Maingola – 8 druhů, Čína a Indie až jv. Asie
    - podsekce Aromadendron – 5 druhů, jv. Asie
- podrod Gynopodium
  - sekce Gynopodium – 5 druhů, Čína a Tchaj-wan
  - sekce Manglietiastrum – 3 druhy, Čína až Malajsie.[20]

## Použití

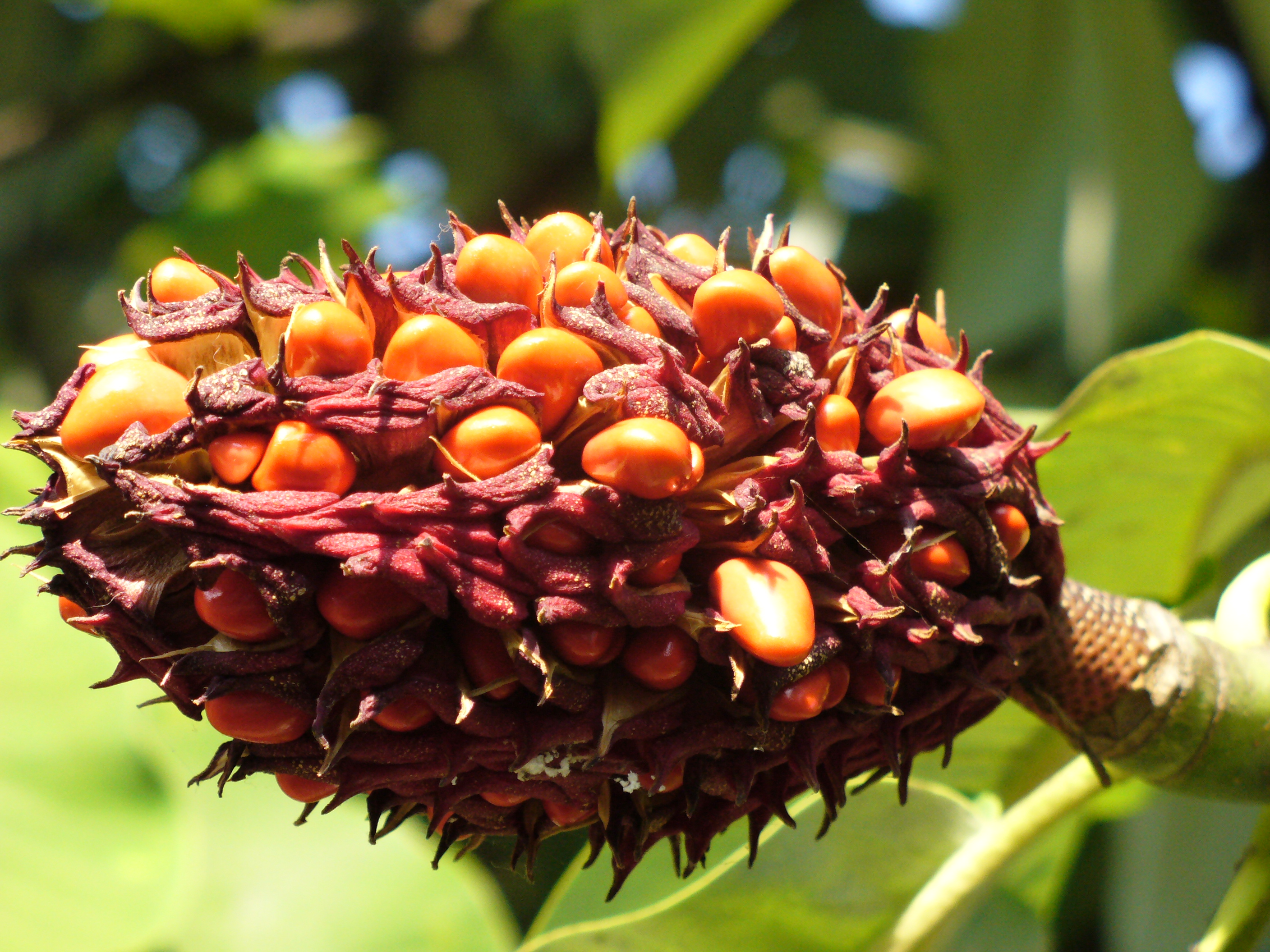
Souplodí se semeny

### Zahradnictví
Šácholan je rod oblíbený jako okrasná dřevina a nachází použití v zahradách a parcích. Hybridy úspěšně zkombinovaly žádané vlastnosti různých druhů a jsou pěstované častěji než původní druhy. Nejčastějšími jsou kříženci M. × soulangeana a hybridi M. liliiflora × M. denudata. Používají se jako solitéra nebo do skupin.

### Lékařství
Tým výzkumných pracovníků z Lékařské univerzity v Emory (USA) objevil v magnólii (správně česky šácholanu) substance, které dokáží způsobit destrukci rakovinných buněk v nádorech. Laboratorní pokusy ukazují, že aktivní látky z magnólie zastavují růst tumorů u myší v polovině všech případů.
Kůra Magnolia officinalis byla dlouho používána v tradiční čínské medicíně, kde je známá jako „po hou“ (厚朴). V Japonsku byla Magnolia obovata používána podobně. Lihové extrakty z kůry magnólií mají silný dezinfekční účinek.
Ztráta některých vzácných druhů šácholanů může mít vliv na výzkum rakoviny a krevního tlaku. Šácholany jsou užívány pro svoje účinky proti respiračním problémům, bakteriálním infekcím, virům a vysokému krevnímu tlaku, leukémii a více druhům zhoubných nádorů.
Magnólie nejsou jedovaté, některé informace však hovoří o možné alergické reakci na pyl z magnólií. Při používání vyšších dávek magnólie jako léku se mohou objevit závratě.
Magnolie přitahovala zájem dentálního výzkumu, protože extrakt z magnoliové kůry brzdí množení bakterií zodpovědných za zubní kaz a za periodontální nemoci. Magnolol navíc reaguje s glukosyltransferázou, enzymem potřebným pro vytvoření bakteriálního plaku.

### Dřevo
Magnoliové dřevo je tvrdé a cenné. Mezi velké vývozce tohoto dřeva patří Florida (USA), kde se těží Magnolia virginiana a Magnolia florida.

## Symbolika

Mississippská vlajka
Poměr stran: 5:8

Magnolia grandiflora je květina státu Mississippi a Louisiana. Hojnost magnolií v Mississippi je odražena v jeho přezdívce „Magnoliový stát“. Magnolie je také strom státu Mississippi a je zobrazena na mississipské vlajce.
Jedna z nejstarších přezdívek pro Houston v Texasu je „magnoliové město“ kvůli množství pěstovaných magnolií.

## Pěstování

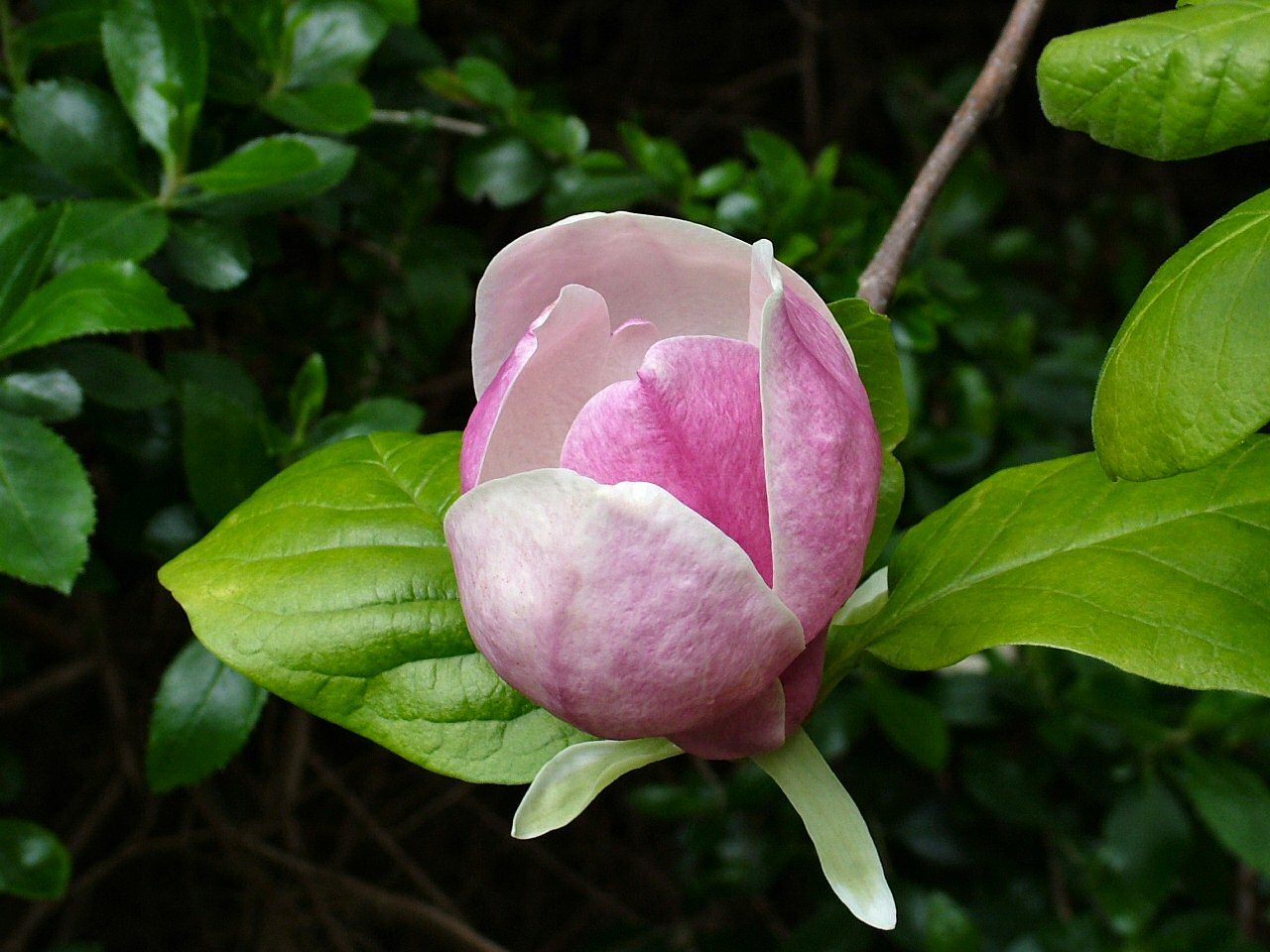
Šácholan Soulangeův

Magnólie preferují slunečné polohy, přiměřeně vlhké a humózní půdy. Nevhodné jsou půdy vápenaté, jílovité a slínovité. Mladé rostliny potřebují zpočátku půdy kyselé. Šácholany obecně špatně snášejí pH vyšší než 7, ale některé druhy se dokáží vyrovnat i s o něco vyšší hodnotou. Nevhodné půdy lze upravovat přidáváním síranu amonného jako hnojiva, malými dávkami práškové síry nebo velkými dávkami rašeliny.
Dobře snášejí exhalace, znečištěné ovzduší. Mají velmi malé nároky na péči, ale při hnojení dosáhneme vynikajících výsledků.
Řez – magnolie lze řezat, vyplatí se je řezat méně a pravidelně, po odkvětu. Není-li však nutné je řezat, neřežeme je.
V praxi se nejčastěji uplatňuje Šácholan Soulangeův (Magnolia × soulangeana), která vytváří široký, volně rozvětvený keř s deset až patnáct centimetry dlouhými, obvejčitými až eliptickými světlezelenými listy. Kvete v dubnu až květnu zvonkovitými, zvenku načervenalými květy, které jsou po rozkvětu uvnitř bílé. Z množství odrůd uveďme například ‚Amabilis‘ s pomalým růstem a bílými květy a odrůdu ‚Burgundy‘ s tmavými purpurově červenými květy. Purpurovou barvu květů má rovněž ‚Lennei‘ a ‚Niemetzii‘, zvenčí růžovočervené a zevnitř bílé květy zdobí odrůdu ‚Rustica‘ a konečně ‚Speciosa‘ má květy bílé.

K oblíbeným patří též bělokvěté Magnolia stellata, Magnolia salicifolia a Magnolia kobus, fialové květy má Magnolia lilioflora ‚Nigra‘ a Magnolia rustica ‚Rubra‘.

Šácholany můžeme rozmnožovat generativně i vegetativně. Semena se vysévají až dalším rokem po důkladné stratifikaci.

Šácholany lze množit řízky v červnu až červenci, hřížením, nebo roubováním.

## Choroby a škůdci
V USA jsou magnólie napadány housenkami, některými druhy hmyzu a velkým množstvím houbových chorob. Ve střední Evropě mohou trpět napadením Pseudomonas syringae nebo jinými nespecializovanými patogeny. V ČR se v roce 2008 silně projevoval vliv předchozího obzvláště suchého roku a oslabené šácholany, zvláště na nevhodných půdách, byly napadány houbovými chorobami, což se projevovalo i žloutnutím a poškozením listů. Magnolie mají mělké kořeny, proto je třeba se vyvarovat jejich poškozování například rytím. Rostou velmi pomalu, ale jsou dlouhověké.
Vážné poškození šácholanů způsobuje sucho.

## Obsahové látky
Kůra obsahuje honokiol a magnolol.

## Ohrožení
Profesor Adrian Newton a Daniele Cicuzza z Bournemouth University, spolu se Sárou Oldfield z Botanic Gardens Conservation International (BGCI), tvrdí, že ve volné přírodě je vyhubením ohrožena více než polovina druhů čeledi Magnoliaceae. Na celém světě roste 245 druhů magnolií. Celých 131 z nich se ocitlo na červeném seznamu. Důvodem je zemědělství a těžba dřeva. Informace se opírá o zprávu zveřejněnou BGCI International. Informace pro tisk na www.bgci.org hovoří o hrozbě vyhynutí pro polovinu druhů šácholanů..

## Odraz v kultuře a jiná pojmenování
- Ocelové magnólie je film natočený v roce 1989, romantická komedie.
- Magnolia (film) je americký romanticko-psychologický film z roku 1999.
- 1060 Magnolia je asteroid planetka hlavního pásu objevená Karlem Wilhelmem Reinmuthem 13. srpna 1925.[31][32]
- Magnolia Project je bytový projekt pro asi 2100 osob v městské části New Orleans, z padesátých let 20. století, kde byli v rámci rasové diskriminace ubytováni převážně Afroameričané. Nyní je to nejvíce nebezpečná část města s extrémně vysokým počtem vražd. Oblast ovládá skupina „Dooney Boys“. Členové „Dooney Boys“ bojují se členy nepřátelské skupiny „3'n'G“ (Third and Galvez).[33]
- Magnoliová barva je odstín bílé barvy.
- Magnolia je open source projekt založený na Javě.[34]
- Magnolia wine je jiný název pro klanoprašku (Schisandra chinensis), ozdobnou a jedlou rostlinu.[35]

## Galerie

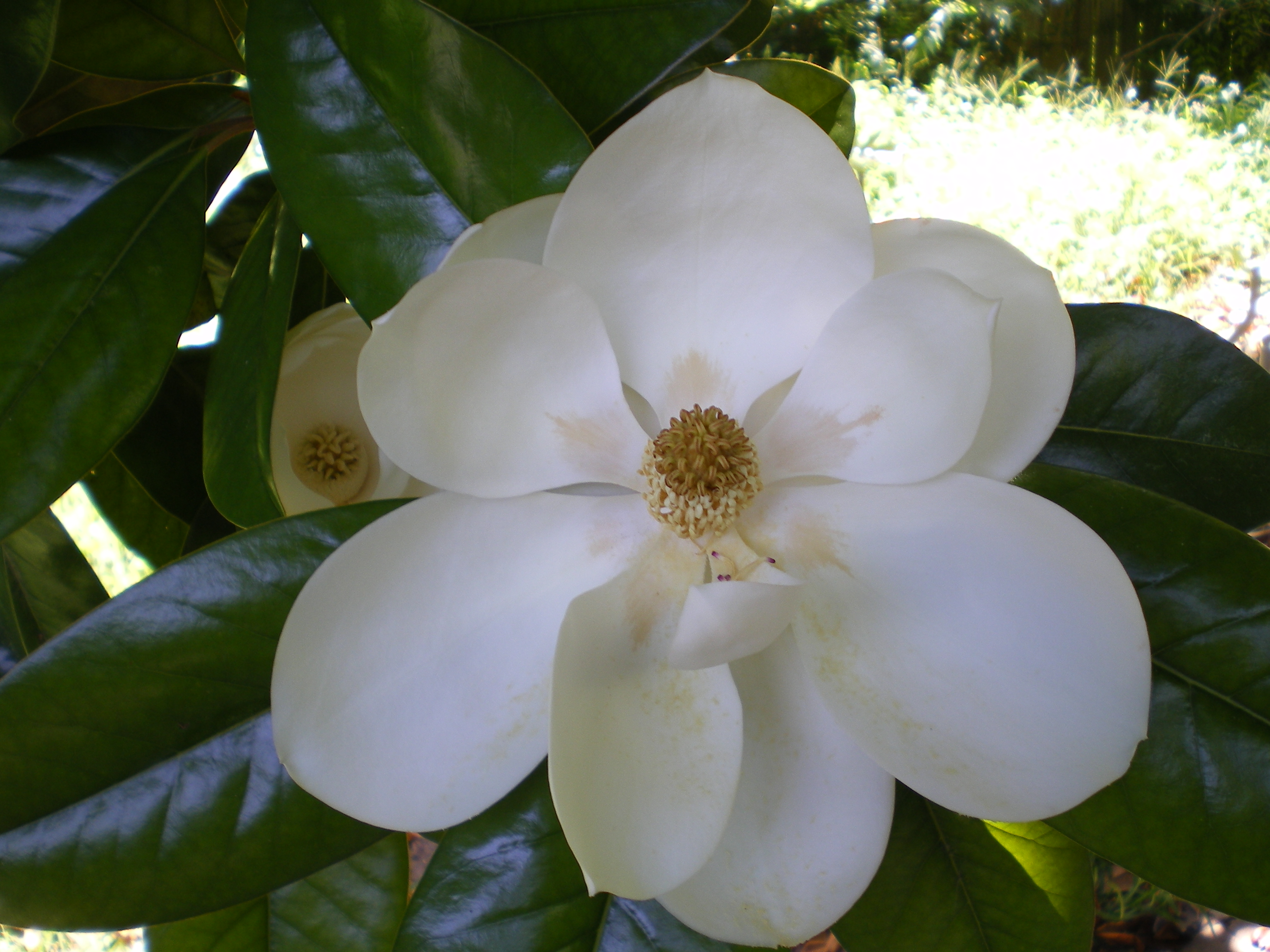
Šácholan velkokvětý (Magnolia grandiflora)
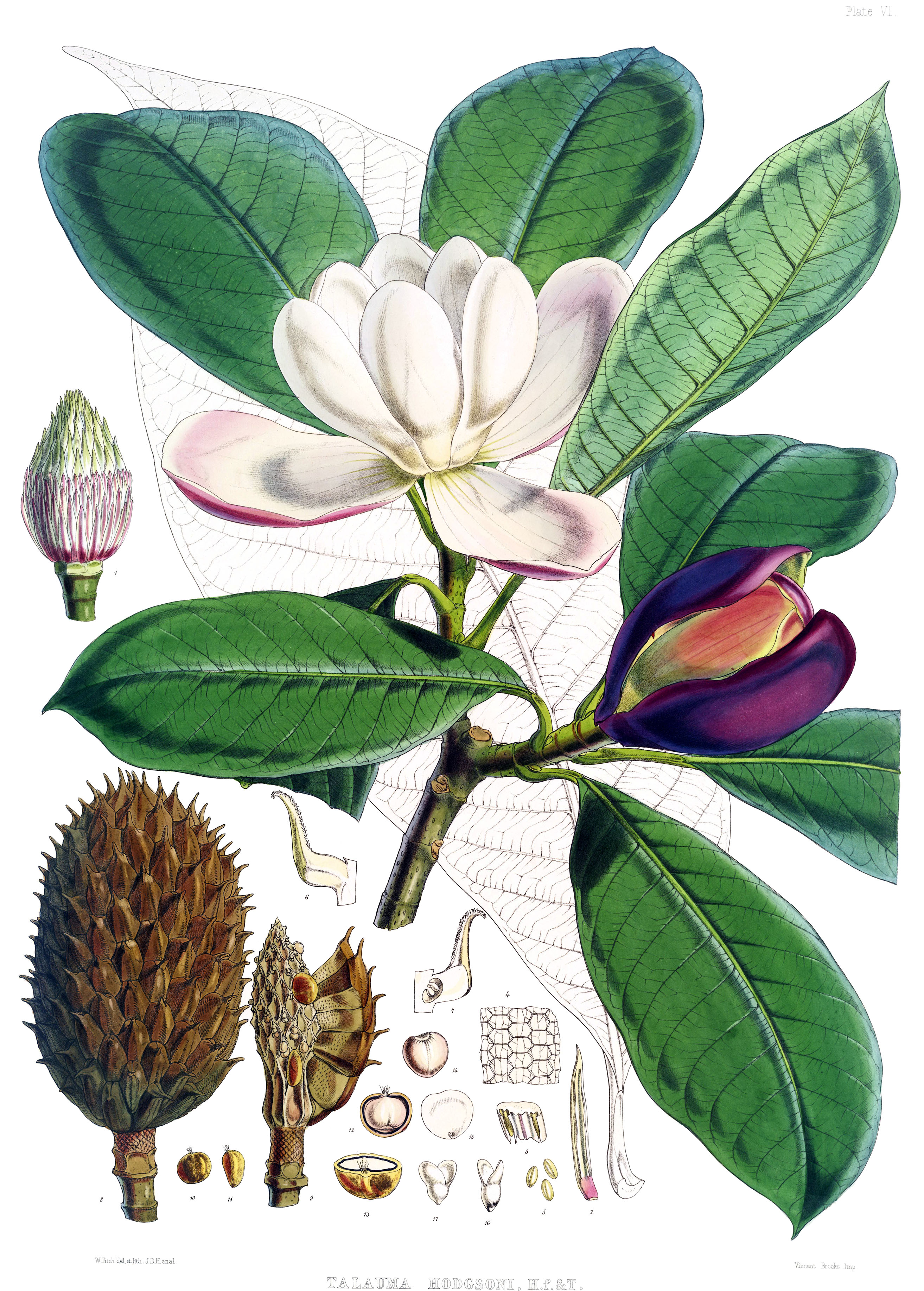
Popisná kresba Talauma hodgsonii
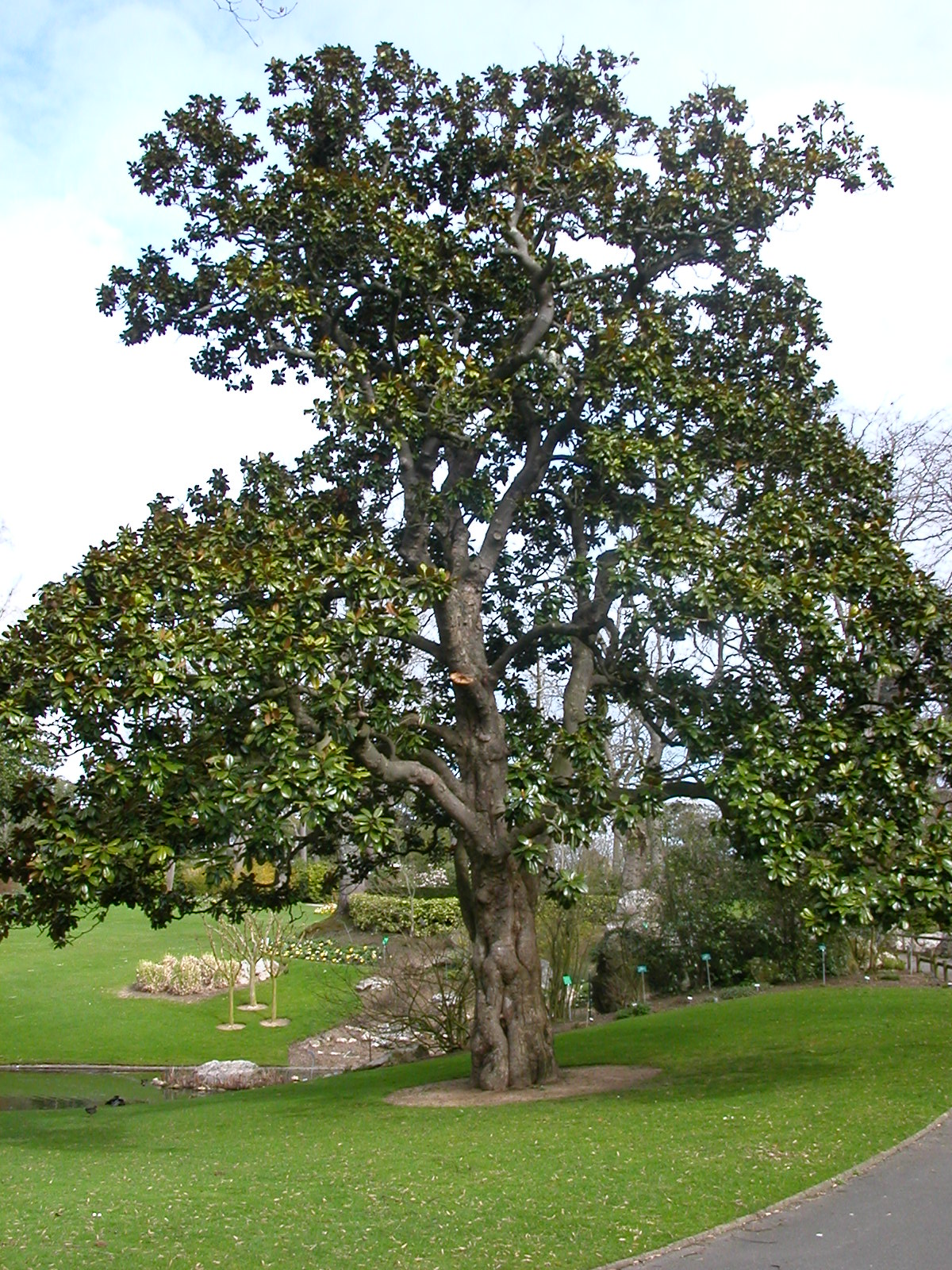
Magnólie v parku v Nantes